# 1973 aux États-Unis
Pour des articles plus généraux, voir Chronologie des États-Unis et 1973.
Chronologie des États-Unis
- 1969
- 1970
- 1971
- 1972
- 1973
- 1974
- 1975
- 1976
- 1977

Cette page concerne des événements d'actualité qui se sont produits durant l'année 1973 du calendrier grégorien aux États-Unis.

## Gouvernement
- Président : Richard NIXON
- Vice-président : Spiro AGNEW puis Gerald FORD
- Secrétaire d'État : William ROGERS puis Henry KISSINGER
- Chambre des représentants - Président

## Événements
- Janvier : levée des contrôles des prix et des salaires.
- 22 janvier : décision de la Cour suprême légalisant, dans certaines conditions, l'avortement (arrêt Roe v. Wade). Cet arrêt est considéré comme l'un des plus importants de la cour pour sa dimension politique et sociale.
- 27 janvier : accords de Paris. Cessez-le-feu au Vietnam[1]. Confirmation du désengagement militaire des États-Unis. Le Nord s'engage à ne pas envahir le Sud.
- 8 février : le Sénat ouvre une commission d'enquête sur le scandale du Watergate.
- 9 février : Intensification des bombardements aériens sur le Cambodge. Près de 250 000 tonnes de bombes seront larguées en six mois dans le but d'éradiquer les bases communistes. La population, horrifiée par ces attaques, commence à rejoindre les rangs des Khmers rouges.
- 12 février : le dollar est dévalué de 10 % par rapport aux principales devises occidentales.
- 27 février : 200 Sioux Oglala de l'American Indian Movement occupent le village de Wounded Knee (Dakota du Sud) pour protester contre les conditions de vie dans les réserves et pour exiger que l’on reconnaisse leurs droits et leurs terres. Ils résistent pendant 71 jours, cernés par 2 000 agents fédéraux et policiers, et obtiennent le réexamen du traité de 1868.
- 23 mars : Gordon Liddy, reconnu coupable de participation à l'installation de tables d'écoute au siège du Parti démocrate, situé dans l'immeuble du Watergate à Washington, est condamné par le juge John Sirica ; il est le premier condamné dans le scandale du Watergate.
- 29 mars : L'US Army achève son retrait de la péninsule indochinoise[1]. Fin de la guerre terrestre du conflit vietnamien. Départ du dernier soldat américain, la présence militaire américaine étant remplacée par une aide annuelle de 2,3 milliards de dollars au Sud-Vietnam.
- 4 avril : inauguration du World Trade Center à New York.
- 30 avril : scandale du Watergate. Richard Nixon doit accepter la démission de deux de ses principaux conseillers : Bob Haldeman et John Ehrlichman[1].
- 10 mai: la chambre des représentants, échaudée par le scandale du Watergate, décide de bloquer le vote des crédits alloués au conflit vietnamien.
- 17 mai : début des transmissions en direct sur les chaînes de télévision américaines des auditions de la commission d'enquête sur le scandale du Watergate.
- 18-24 juin : visite officielle de Léonid Brejnev aux États-Unis[1].
- 20 juin : Le Congrès vote la fin de tout crédit finançant le conflit vietnamien.
- 22 juin : la Mississippi State Sovereignty Commission tient sa dernière réunion, consacrée au destin des archives, qu'il fut décidé de transférer, sous scellés, au secrétaire d’État.
- 15 août : arrêt définitif des bombardements des B52 au Cambodge. Retrait de l'US Air Force de la péninsule. Au total, 550 000 tonnes de bombes ont été larguées sur le pays depuis 1969. Fin de l'intervention militaire américaine en Indochine.
- 22 septembre : Henry Kissinger est nommé secrétaire d’État (fin en 1976).
- 6 octobre : guerre du Kippour[1]. Nixon met ses forces nucléaires en état d’alerte quand l’Union soviétique paraît vouloir profiter des circonstances.
- 10 octobre : démission du vice-président Spiro Agnew à la suite d'un scandale financier. Gerald Ford devient vice-président[1].
- 14 octobre : Opération Nickel Grass. Mise en place d'un pont aérien par les États-Unis afin de soutenir Israël en difficulté pendant la guerre du Kippour. 
  - 22 000 tonnes de chars, d'artillerie, de munitions et de matériel furent livrés par les avions de transport C-141 Starlifter et C-5 Galaxy de l'US Air Force durant 32 jours. Cette opération permit à Tsahal (armée israélienne) de faire face aux attaques militaires égyptiennes et syriennes qui avaient débuté le 6 octobre, puis de remplacer les nombreuses pertes matérielles de l'Etat hébreu.
- 20 octobre :
  - "Massacre du samedi soir" : Nixon renvoie le procureur spécial qu’il avait nommé pour « faire toute la vérité », qui lui réclamait des bandes magnétiques sur lesquelles il enregistrait ses conversations et entretiens téléphoniques. Le public y voit un aveu de culpabilité. La chambre des représentants soumet au vote une première procédure d’impeachment pour destituer le Président.
  - Premier choc pétrolier. L’embargo de l’OPEP sur le pétrole et la hausse des prix provoquent une récession.
- 25 octobre :  Les États-Unis acceptent la proposition soviétique de cessez-le-feu entre l'Egypte et Israël.
- 7 novembre : 
  - War Powers Act. Les pouvoirs du président en matière d’envoi de troupes à l’étranger sont limités par le Congrès qui réaffirme son contrôle sur la conduite des affaires extérieures. Le président doit consulter le Congrès pour tout envoi de troupes à l'étranger et faire approuver par les deux chambres l'intervention militaire après un délai de 60 jours.
  - Le président Nixon annonce le Project Independence, une initiative qui vise à rendre le pays indépendant de l'importation de pétrole d'ici 1980[2].
- 28 décembre : Endangered Species Act. Loi visant à protéger les espèces dont les populations sont menacées de disparaître.
- 29 décembre : Health Maintenance Organization Act, loi sociale obligeant les entreprises employant plus de 25 salariés à offrir à ces derniers la possibilité de souscrire gratuitement à une assurance de santé privée.

## Économie et société
- Fin de la conscription militaire. Professionnalisation de l'armée américaine.
- 1289,1 milliards de dollars de PNB.
- Excédent commercial (0,4 % du PIB).
- Le budget fédéral atteint 243 milliards de dollars.
- Amélioration partielle du déficit budgétaire (14,3 milliards de dollars, 1,1 % du PIB).
- Fin de l'intervention terrestre de l'armée US au Viêt Nam. 56611 soldats tués.
- 4,6 % de chômeurs